# Anatomische Normalposition

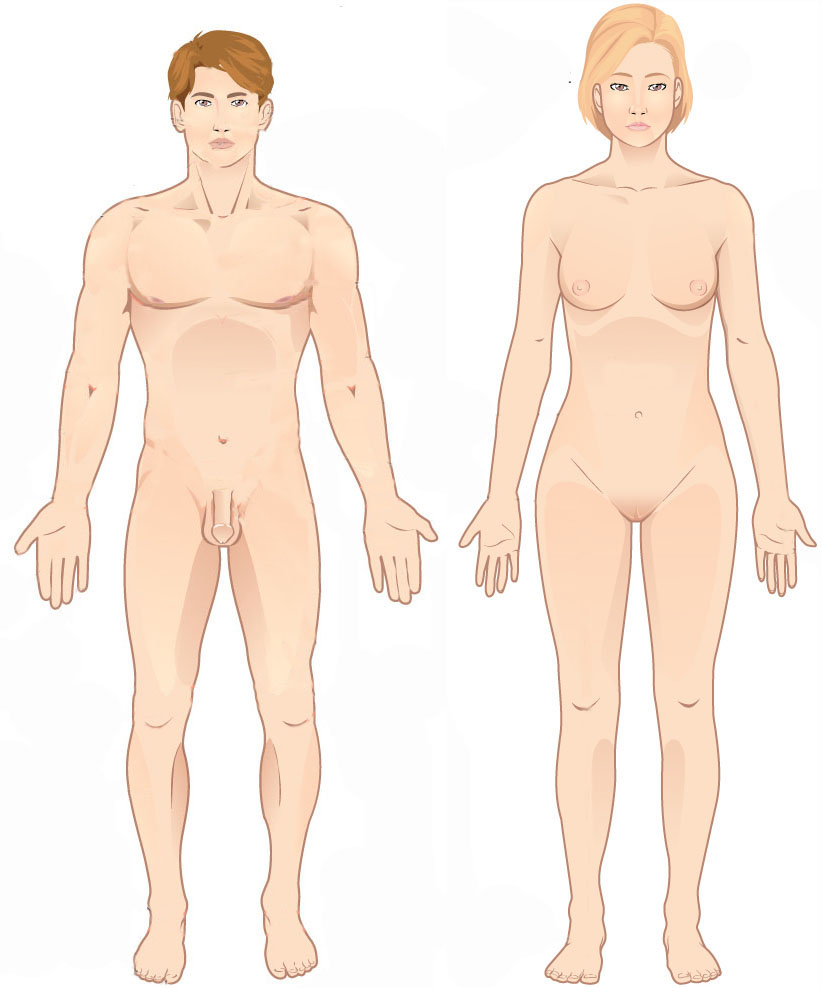
Anatomische Normalposition

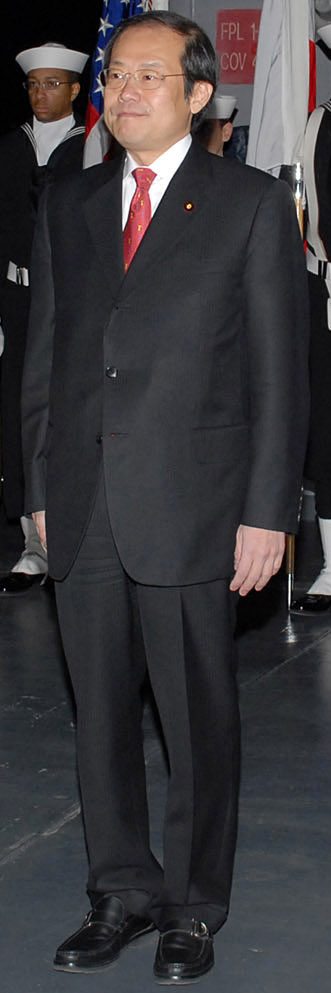
Neutralnullstellung mit leicht geöffneten Füßen

Die anatomische Normalposition (auch anatomische Normal-Position) des menschlichen Körpers wird in der Anatomie festgelegt, um eindeutige Lage- und Richtungsbezeichnungen zu ermöglichen. Dadurch wird die Kommunikation über anatomische Gegebenheiten und Prozesse vereinheitlicht.
Die anatomische Normalposition ist der aufrechte Stand. Die Blickrichtung legt „vorne“ fest. Die Füße sind parallel ausgerichtet und stehen leicht auseinander, die Arme hängen entspannt herab, die Handflächen sind nach vorn gedreht (supiniert).
Bei der anatomischen Normalposition liegen folgende von außen erkennbare Körperteile in Lotrichtung auf der Frontalebene, die durch den Körperschwerpunkt geht (von unten nach oben): das Sprunggelenk, das Kniegelenk, das Hüftgelenk und der äußere Gehörgang. In dieser Stellung befindet sich der Körper in Bezug auf die Sagittalebene im Gleichgewicht.
Von der anatomischen Normalposition ist die Neutralnullstellung (auch „Neutral-Stellung“ oder „Null-Stellung“) zu unterscheiden, die bei der Neutral-Null-Methode angewandt wird. In dieser Stellung sind die Daumen nach vorn gerichtet und die Füße geschlossen. Die begriffliche Unterscheidung beider Stellungen ist uneinheitlich oder verwechslungsanfällig. So wird die Neutralnullstellung auch als „anatomische Normalstellung“ bezeichnet.